# Sebasmia nigra
Sebasmia nigra är en skalbaggsart som beskrevs av Charles Joseph Gahan 1906. Sebasmia nigra ingår i släktet Sebasmia och familjen långhorningar. Inga underarter finns listade i Catalogue of Life.